# Iglesia de Santa Columba (Argandoña)
La iglesia de Santa Columba es un templo situado en el concejo de Argandoña, en el municipio alavés de Vitoria.

## Descripción

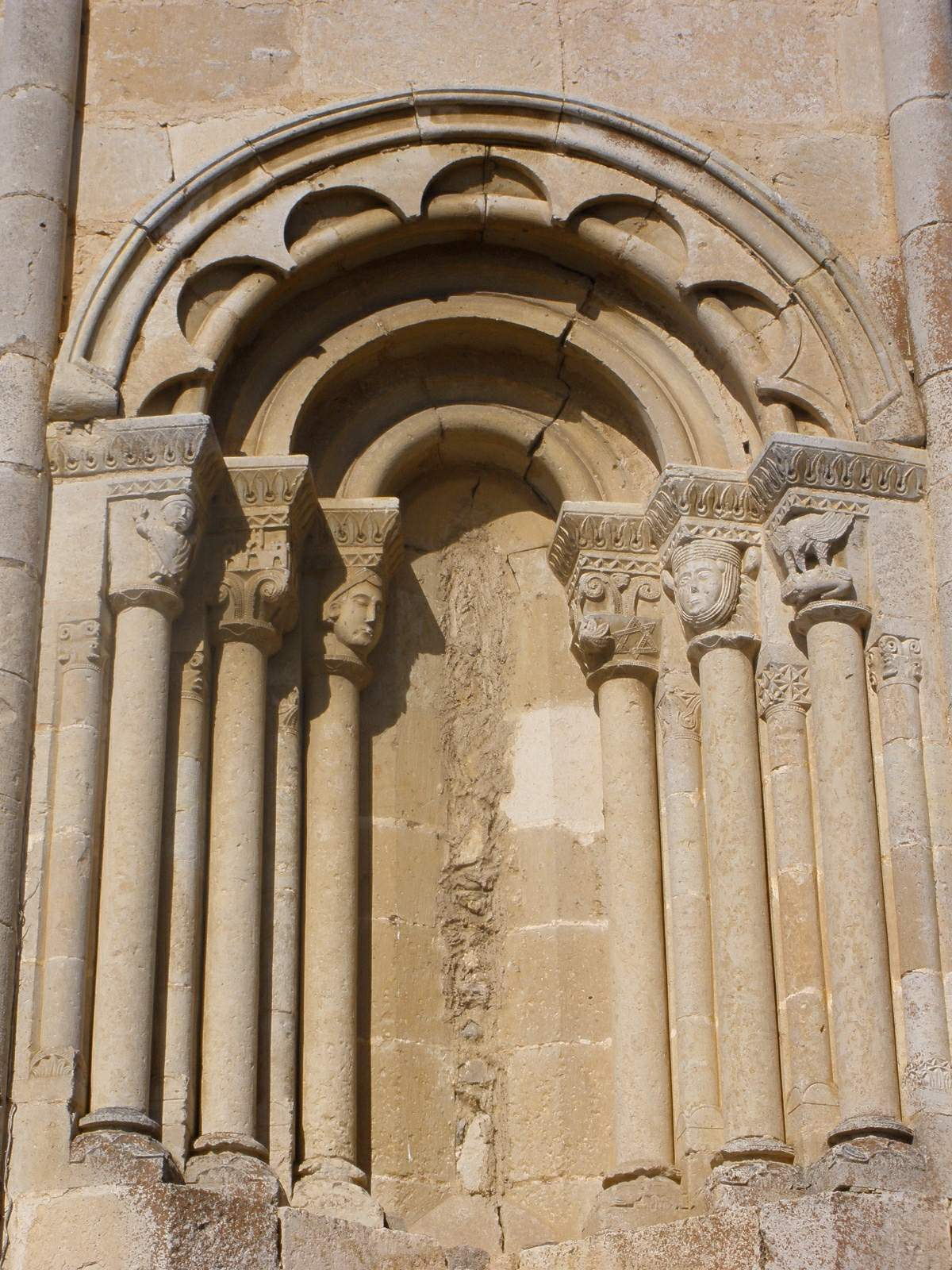
Detalle de la iglesia

Construida en el siglo XVI, está protegida bajo la categoría de «conjunto monumental». Se menciona como iglesia parroquial del lugar en el Diccionario geográfico-estadístico-histórico de España y sus posesiones de Ultramar de Pascual Madoz, donde se dice que se encontraba en el barrio de abajo de los dos en que estaba dividido el lugar: «en el de abajo se halla la parr. (Sta. Coloma), servida por 2 beneficados que asisten á la ermita (San Miguel) sit. en el barrio de arriba». Décadas después, ya en el siglo XX, Vicente Vera y López vuelve a reseñarla en el tomo de la Geografía general del País Vasco-Navarro dedicado a Álava con las siguientes palabras: «Su parroquia, de categoría rural de segunda, está dedicada á Santa Columba y la ermita de San Miguel en el caserío que llaman barrio de Arriba, pertenecen al arciprestazgo de Armentia».
Los registros sacramentales de bautismos, matrimonios y decesos generados por la parroquia de Santa Coloma desde el siglo XV hasta el final del XIX se conservan con los del resto de iglesias de la provincia en el Archivo Histórico Diocesano de Vitoria, donde pueden consultarse.